# Saint-Julien-de-Lampon
Saint-Julien-de-Lampon település Franciaországban, Dordogne megyében. Lakosainak száma 657 fő (2022. január 1.). Saint-Julien-de-Lampon Carlux, Lamothe-Fénelon, Masclat, Nadaillac-de-Rouge, Le Roc, Sainte-Mondane, Calviac-en-Périgord, Pechs-de-l'Espérance és Peyrillac-et-Millac községekkel határos.

## Népesség
A település népessége az elmúlt években az alábbi módon változott:
| Lakosok száma | 516  | 552  | 586  | 586  | 622  | 619  | 626  | 637  | 643  | 657  |
|               | 1968 | 1982 | 1990 | 2006 | 2013 | 2015 | 2017 | 2019 | 2020 | 2022 |